# مترو (فلم 1997)
مترو  (بالإنجليزية: Metro) هو فيلم حركة تم إنتاجه في الولايات المتحدة وصدر في سنة 1997. الفيلم من إخراج توماس كارتر.

## بطولة
- إيدي ميرفي

## الميزانية والإيرادات
بلغت تكلفة إنتاج الفيلم حوالي 55 مليون دولار بينما حقق أرباحا تقدر بـ 31,987,563 دولار.

## وصلات خارجية
- مقالات تستعمل روابط فنية بلا صلة مع ويكي بيانات

1. ↑  "معلومات عن مترو (فيلم 1997) على موقع cineplex.de". cineplex.de. مؤرشف من الأصل في 2019-12-12.
2. ↑  "معلومات عن مترو (فيلم 1997) على موقع tvspielfilm.de". tvspielfilm.de. مؤرشف من الأصل في 2019-12-12.
3. ↑  "معلومات عن مترو (فيلم 1997) على موقع dfi.dk". dfi.dk. مؤرشف من الأصل في 2019-12-12.